# Nicola Tesini
Nicola Tesini (ur. 19 kwietnia 1962 roku w Weronie) – włoski kierowca wyścigowy.

## Kariera
W roku 1983 Tesini brał udział Albą-Alfą Romeo w zawodach Włoskiej Formuły 2000, kiedy to z 20 punktami został sklasyfikowany na szesnastym miejscu w klasyfikacji kierowców. W latach 1984–1986 ścigał się we Włoskiej Formule 3. W swoim pierwszym sezonie wystartował w jednym wyścigu Raltem-Alfą Romeo, ale nie zdołał zdobyć punktów. W roku 1985 wziął udział w ośmiu eliminacjach Albą-Alfą Romeo oraz Dallarą-Alfą Romeo i w całym sezonie zdobył 4 punkty, dzięki czemu zajął siedemnaste miejsce w klasyfikacji generalnej. W roku 1986 Dallarą-Alfą Romeo w 10 wyścigach nie zdołał zdobyć ani punktu. Również w roku 1986 zadebiutował w Międzynarodowej Formule 3000, startując w dziesiątej i jedenastej eliminacji sezonu w zespole Coloni. Do obu wyścigów jednak nie zdołał się zakwalifikować. W sezonie 1987 ponownie ścigał się w dwóch eliminacjach Formuły 3000, najpierw w zespole Forti, a później EuroVenturini. Ponownie do obu się nie zakwalifikował. Po 1987 roku brał udział w wyścigach samochodów turystycznych oraz w wyścigach długodystansowych, gdzie wystawiał własny zespół.